# Міські поселення Росії
Нижче подано перелік міських поселень Росії, розподілених за суб'єктами федерації.
Станом на 1 січня 2021 року у Росії нараховується 1336 міських поселень, які можуть входити до складу лише муніципальних районів.
Міські поселення повністю відсутні у Калінінградській, Магаданській, Московській та Сахалінській областях, Ставропольському краї та Удмуртії, так як усі їхні муніципальні райони були перетворені в муніципальні чи міські округи, а згідно із законодавством останні не можуть поділятись на міські чи сільські поселення.

## Алтайський край
Благовіщенський район
1. Благовіщенська селищна рада
2. Степноозерська селищна рада

Зміїногорський район
1. Зміїногорське міське поселення

Каменський район
1. Каменське міське поселення

Локтівський район
1. Горняцьке міське поселення

Михайловський район
1. Малиновоозерська селищна рада

Тальменський район
1. Тальменська селищна рада

## Вологодська область
Великоустюзький район
1. Великоустюзьке міське поселення
2. Красавинське міське поселення
3. Кузинське міське поселення

Грязовецький район
1. Вохтозьке міське поселення
2. Грязовецьке міське поселення

Нікольський район
1. Нікольське міське поселення

Тотемський район
1. Тотемське міське поселення

## Забайкальський край
Агінський район
1. Новоорловське міське поселення
2. Орловське міське поселення

Балейський район
1. Балейське міське поселення

Борзинський район
1. Борзинське міське поселення
2. Шерловогорське міське поселення

Забайкальський район
1. Забайкальське міське поселення

Каларський район (1938—2020)
1. Новочарське міське поселення (2004—2020)

Калганський район
1. Кадаїнське міське поселення (2004—2005)

Каримський район
1. Дарасунське міське поселення
2. Каримське міське поселення
3. Курорт-Дарасунське міське поселення

Краснокаменський район
1. Краснокаменське міське поселення

Могойтуйський район
1. Могойтуйське міське поселення

Могочинський район
1. Амазарське міське поселення
2. Давендинське міське поселення
3. Ключевське міське поселення
4. Ксеньєвське міське поселення
5. Могочинське міське поселення

Нерчинський район
1. Нерчинське міське поселення
2. Приісковське міське поселення

Олов'яннинський район
1. Золоторіченське міське поселення
2. Калангуйське міське поселення
3. Олов'яннинське міське поселення
4. Ясногорське міське поселення

Петровськ-Забайкальський район
1. Новопавловське міське поселення

Приаргунський район (1926—2020)
1. Кличкинське міське поселення (2004—2020)
2. Приаргунське міське поселення (2004—2020)

Стрітенський район
1. Кокуйське міське поселення
2. Стрітенське міське поселення
3. Усть-Карське міське поселення

Тунгокоченський район
1. Вершино-Дарасунське міське поселення

Ульотівський район
1. Дров'янинське міське поселення

Хілоцький район
1. Могзонське міське поселення
2. Хілоцьке міське поселення

Чернишевський район
1. Аксьоново-Зіловське міське поселення
2. Букачачинське міське поселення
3. Жирекенське міське поселення
4. Чернишевське міське поселення

Читинський район
1. Атамановське міське поселення
2. Новокручинінське міське поселення
3. Яблуновське міське поселення (2004—2019)

Шилкинський район
1. Первомайське міське поселення
2. Холбонське міське поселення
3. Шилкинське міське поселення

## Кемеровська область
Гур'євський район (1935-2019)
1. Гур'євське міське поселення (2004-2019)
2. Салаїрське міське поселення (2004-2019)

Іжморський район (1924-2019)
1. Іжморське міське поселення (2004-2019)

Кропивинський район (1924-2019)
1. Зеленогорське міське поселення (2004—2019)
2. Кропивинське міське поселення (2004—2019)

Промишленнівський район (1935-2019)
1. Промишленнівське міське поселення (2004—2019)

Таштагольський район
1. Казьке міське поселення
2. Мундибаське міське поселення
3. Спаське міське поселення
4. Таштагольське міське поселення
5. Теміртауське міське поселення
6. Шерегеське міське поселення

Топкинський район (1924-2019)
1. Топкинське міське поселення (2004—2019)

Яйський район (1924-2019)
1. Яйське міське поселення (2004—2019)

Яшкинський район (1924-2019)
1. Яшкинське міське поселення (2004—2019)

## Курганська область
Куртамиський район (1924-2021)
1. Куртамиське міське поселення (2004-2021)

## Оренбурзька область
Ясненський район (1979-2016)
1. Ясненське міське поселення (2005—2016)

Кувандицький район (1935-2016)
1. Кувандицьке міське поселення (2005—2016)

Соль-Ілецький район (1927-2016)
1. Соль-Ілецьке міське поселення (2005—2016)

## Томська область
Асінівський район
1. Асінівське міське поселення

Верхньокетський район
1. Білоярське міське поселення

Колпашевський район
1. Колпашевське міське поселення

## Удмуртія
Балезінський район (1929-2021)
1. Балезінське міське поселення (2004—2012)

Воткінський район (1926-2021)
1. Нововолковське міське поселення (2004—2012)

Ігринський район (1937-2021)
1. Ігринське міське поселення (2004—2012)

Камбарський район (1924-2021)
1. Камбарське міське поселення (2004—2021)

Кезький район (1929-2021)
1. Кезьке міське поселення (2004—2008)

Кізнерський район (1939-2021)
1. Кізнерське міське поселення (2004—2007)

Увинський район (1935-2021)
1. Увинське міське поселення (2004—2012)

Ярський район (1929-2021)
1. Пудемське міське поселення (2004—2005)
2. Ярське міське поселення (2004—2010)